# Radimir Čačić
Radimir Čačić, hrvaški politik in gospodarstvenik, * 11. maj 1949, Zagreb, SR Hrvaška, SFRJ
Je predsednik Ljudske stranke - reformisti (NS-R) od ustanovitve stranke leta 2014, bil pa je tudi župan Varaždinske županije do leta 2017.
Čačić je bil prej predsednik hrvaške ljudske stranke (HNS) med letoma 1995 in 2000. Po hrvaških parlamentarnih volitvah leta 2000 je postal del prvega kabineta Ivice Račana, kjer je zlasti vodil gradnjo avtocest.
Leta 2008 je bil ponovno izvoljen za predsednika HNS. Po parlamentarnih volitvah leta 2011 je Čačić kot vodja druge največje stranke v štiristopenjski koaliciji Kukuriku koalicije postal podpredsednik vlade in gospodarski minister v kabinetu Zorana Milanovića.
Madžarsko sodišče ga je po povzročitvi prometne nesreče, v kateri sta bili dve smrtni žrtvi, novembra 2012 obsodilo na 22 mesecev zapora. Odstopil je z vladne funkcije in bil izključen iz HNS leta 2013. Po prestani zaporni kazni se je Čačić vrnil v politiko z novo politično stranko, Ljudsko stranko - Reformisti. Leta 2017 je bil drugič izvoljen za župana Varaždinske županije.